# Dulce amargo
Dulce amargo é uma telenovela venezuelana produzida e exibida pela Televen entre 31 de outubro de 2012 e 2 de abril de 2013.

## Enredo
Dulce amargo leva-nos para o mundo dos cinco casais e suas lutas diárias, uma das quais Mariana e Nicolás, que estão prestes a comemorar seu aniversário de sete anos. Mariana, esmagada pela preocupação de que você pode desenvolver uma doença mental hereditária, decide deixar seu marido e filho para evitar a dor de vê-la sofrer. Mas logo depois, ela vai involuntariamente cativado por uma nova paixão, e por trás deste romance, loucura esconde um psicopata. Mariana e amigos de Nicolás tentar ajudar, mas deve primeiro resolver seus próprios conflitos, incluindo a infidelidade, inveja, ganância e vício.
Dulce amargo é uma história de amor contemporânea, cheia de suspense e emoção, em que a queda no amor, como na vida real, pode ser doce amargo.

## Elenco
- Scarlet Ortiz - Mariana Wilhelm Díaz de Fernández
- Erik Hayser - Nicolás Fernández Leal
- Fernando Noriega - Diego Piquer
- Alejandra Ambrosi - Camila Ramos de Linares
- Roxana Díaz Burgos - Bárbara Aguilera de Custodio
- Juan Carlos García - Rubén Ascanio
- Juan Carlos Martín del Campo - Juan Ángel Custodio
- Alejandra Sandoval - Sofía Hidalgo de Ascanio
- Anabell Rivero - Cristina Malavé
- Carlos Guillermo Haydon - Héctor Linares Alcántara
- Carlos Felipe Álvarez - Jesús Andrés Aguilera
- Oriana Colmenares - Andrea Hidalgo
- Juliet Lima - María Gabriela Hernández "La Maga"
- Aileen Celeste - Maria Fernanda "Mafer" Agüero
- Beatriz Vázquez - Claudia de la Rosa
- Flor Elena González - Adoración Díaz
- Daniel Álvarado - Benito Montilla
- Cristóbal Lander - Julio César Bueno
- Gavo Figueira - Raymond Calzadilla
- Luis Fernando Hernández Aaron Benjamín Fernandez Leal'
- Jose Mantilla - Licenciado Albarran
- Georgina Palacios - Laura Bello
- Elvis Chaveinte - El Loco Pereira
- Alejandro Díaz - Fernando Gonzalez
- Mariano Medina - Daniel Fernández Wilhelm
- Arianna Lattierri - Lucía Linarez Ramos
- Maria Veronica Ciccarino - Isabella Custodio Aguilera
- Adolfo Cubas - Dr. Relicario Ángulo
- José Odaman - Daniel Ascanio
- Roberto Messuti - David Anzola
- Daisumy Gonzales - Dayana Ascanio
- Raquel Yanez - Gatúbela
- Deises Heras - Elvira Bello
- Andreina Yépez - Ventura
- Gesaria La Pietra - Ayudante de Diego

## Prêmios e indicações
| Ano  | Prêmio             | Categoria                    | Indicado           | Resultado |
| ---- | ------------------ | ---------------------------- | ------------------ | --------- |
| 2013 | Premios Inter 2013 | Melhor telenovela            | Dulce amargo       | Indicado  |
| 2013 | Premios Inter 2013 | Melhor atriz                 | Scarlet Ortiz      | Indicado  |
| 2013 | Premios Inter 2013 | Melhor ator coadjuvante      | Juan Carlos García | Venceu    |
| 2013 | Premios Inter 2013 | Melhor atriz coadjuvante     | Roxana Díaz        | Venceu    |
| 2013 | Premios Inter 2013 | Melhor ator de revelação     | Alejandro Díaz     | Indicado  |
| 2013 | Premios Inter 2013 | Melhor atriz de revelação    | Oriana Colmenares  | Indicado  |
| 2013 | Premios Inter 2013 | Melhor canção de telenovela  | Leonel García      | Indicado  |
| 2013 | Premios Inter 2013 | Melhor diretor-executivo     | Olegario Barrera   | Venceu    |
| 2013 | Premios Inter 2013 | Melhor escritor              | Iris Dubs          | Venceu    |
| 2013 | Premios Inter 2013 | Melhor fotografia            | Michelle Montes    | Venceu    |
| 2013 | Premios Inter 2013 | Melhor vilão ou vilão do ano | Fernando Noriega   | Indicado  |
| 2013 | Premios Inter 2013 | Melhor guarda-roupa          | Helena Rivas       | Indicado  |